# Daphne Major
Daphne Major ist eine kleine vulkanische Insel in der Gruppe der Daphne-Inseln, welche zum Archipel Galápagos gehören. Sie liegt nördlich der Hauptinsel Santa Cruz und westlich der Insel Baltra, auf welcher der internationale Flughafen der Inselgruppe liegt. Die baumlose Insel besteht im Wesentlichen aus einem bis zu 120 m hohen Tuffring. Der Zutritt zur Insel wird von der Nationalparkverwaltung stark beschränkt und dient hauptsächlich wissenschaftlichen Zwecken.
Peter und Rosemary Grant studierten hier über einen Zeitraum von 20 Jahren die sogenannten Darwin-Finken. Sie untersuchten das Verhalten und den Lebenszyklus dieser Finken. Ihre Ergebnisse stützen die Evolutionstheorie von Charles Darwin. 
Auf Daphne Major lebt eine Vielzahl an Vögeln, darunter Blaufußtölpel, Maskentölpel, Galápagos-Ohreule, Rotschnabel-Tropikvogel, Prachtfregattvogel und Krabbenreiher.
Unweit von Daphne Major liegt die noch kleinere Insel Daphne Chica; gemeinsam bilden sie die Daphne-Inseln.